# Denbigh Lake
Denbigh Lake är en sjö i Kanada.   Den ligger i countyt Lennox and Addington County och provinsen Ontario, i den sydöstra delen av landet, 130 km väster om huvudstaden Ottawa. Denbigh Lake ligger 348 meter över havet. Arean är 0,85 kvadratkilometer. Den sträcker sig 1,9 kilometer i nord-sydlig riktning, och 1,0 kilometer i öst-västlig riktning.
I omgivningarna runt Denbigh Lake växer i huvudsak blandskog. Trakten runt Denbigh Lake är nära nog obefolkad, med mindre än två invånare per kvadratkilometer.